# Papaver rubro-aurantiacum
Papaver rubro-aurantiacum là một loài thực vật có hoa trong họ Anh túc. Loài này được Lundstr. mô tả khoa học đầu tiên.